# Ethnarch
Ethnarch (Oudgrieks ἐθνάρχης ethnarchès, lett. 'heerser over een volk') is een van de koningstitels die in de vroege keizertijd werd gebruikt voor vazalkoningen van de Romeinen. Een ethnarch had een lager aanzien dan vazalkoningen die de titel 'koning' (βασιλεύς basileus) mochten dragen, maar hoger dan vazalkoningen met de titel 'tetrarch' (τετράρχης tetrarchès).
Enkele voorbeelden van vazalkoningen met de titel 'ethnarch' zijn:
- de Joodse Hasmonese vazalkoning Hyrkanus II, die de titel verkreeg van Julius Caesar, nadat Antipater hem met zijn Joodse troepen te hulp was gekomen in Egypte (48 v.Chr.)
- Herodes Archelaüs, die na de dood van Herodes de Grote (4 v.Chr.) het bestuur over een deel van het Joodse land kreeg. Keizer Augustus zegde hem toe dat wanneer hij zichzelf een bekwaam vorst zou betonen, hij later de titel 'koning' zou mogen dragen.[1] Zo ver kwam het overigens niet: na een regeringsperiode van 10 jaar werd Archelaüs wegens wanbestuur uit zijn ambt ontheven.